# Trevor Noah
Trevor Noah (Johannesburgo; 20 de febrero de 1984) es un cómico, escritor, productor, comentarista político, actor y presentador de televisión sudafricano. Fue el presentador de The Daily Show, un programa de noticias satírico estadounidense en Comedy Central de 2015 a 2022.
Nacido en Johannesburgo, Sudáfrica; Noah comenzó su carrera como humorista, presentador y actor en 2002 en Sudáfrica. Posteriormente, ocupó varios cargos de presentador de televisión con la South African Broadcasting Corporation (SABC), y fue el segundo en la cuarta temporada de la iteración sudafricana de Strictly Come Dancing en 2008. De 2010 a 2011,  actuó como el creador y presentador del programa nocturno Tonight with Trevor Noah, que se emitió en M-Net y DStv.
Después Noah comenzó a aparecer en programas de medianoche estadounidenses y en programas de paneles británicos. En 2014, Noah se convirtió en el corresponsal internacional principal de The Daily Show y al año siguiente, reemplazó al presentador Jon Stewart, quien había estado presentando el programa durante varios años. El libro de comedia autobiográfica de Noah, Born a Crime, se publicó en 2016. Noah fue nombrado una de "Las 35 personas más poderosas en los medios de Nueva York" por The Hollywood Reporter en 2017 y 2018. En 2018, la revista Time lo nombró una de las 100 personas más influyentes del mundo.

## Infancia y adolescencia
Trevor Noah nació el 20 de febrero de 1984 en Johannesburgo, Sudáfrica. Su padre Robert es de ascendencia alemana suiza, y su madre, Patricia Nombuyiselo Noah, es de ascendencia Xhosa. Ella se convirtió al judaísmo cuando él tenía 10 u 11 años, pero no le obligó a convertirse, aunque ella le presentó algunos aspectos y prácticas del judaísmo. 
Bajo la legislación del apartheid, la madre de Noah fue clasificada como negra, y su padre fue clasificado como blanco. Noah fue clasificado como de color. La relación interracial de sus padres era ilegal en el momento de su nacimiento bajo la ley del apartheid. Las relaciones sexuales interraciales y los matrimonios no fueron despenalizados hasta la Ley de Inmoralidad enmendada de 1985, un año después del nacimiento de Noah. La madre de Noah fue encarcelada y multada por el gobierno sudafricano. Patricia y su madre, Nomalizo Frances Noah, criaron a Trevor en el pueblo negro de Soweto. Noah pasó su juventud en el Maryvale College privado (a la edad de tres años comenzó el preescolar y a la edad de cinco años fue a la escuela primaria), una escuela católica en Johannesburgo. Durante su infancia, asistió a la iglesia católica los jueves y a las celebraciones de los domingos.

## Carrera

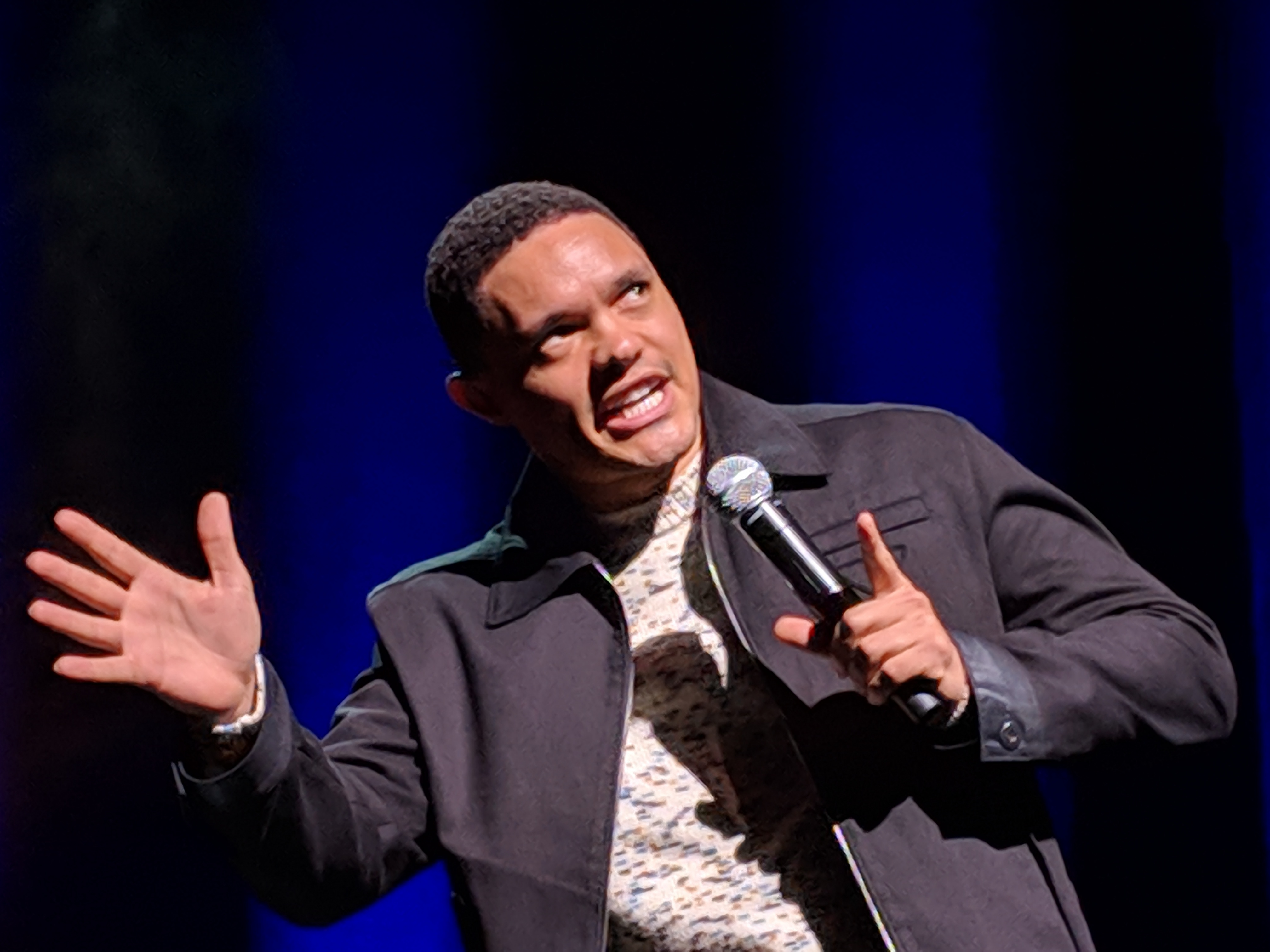
Noah actuando en su gira Loud and Clear en febrero de 2019

En 2002, con dieciocho años, Noah tuvo un pequeño papel en un episodio de la telenovela sudafricana Isidingo. Pasado el tiempo, él comenzó a presentar su propio programa de radio llamado Noah's Ark en la principal estación de radio juvenil de Gauteng, YFM. Noah abandonó su programa de radio y actuó para centrarse en la comedia, y ha actuado con cómicos sudafricanos como: David Kau, Kagiso Lediga, Riaad Moosa, Darren Simpson, Marc Lottering, Barry Hilton y Nik Rabinowitz, comediantes internacionales como Paul Rodriguez, Carl Barron, Dan Ilic y Paul Zerdin, y como el acto de apertura para el comediante estadounidense Gabriel Iglesias en noviembre de 2007 y el comediante canadiense Russell Peters en su gira por Sudáfrica.
Noah pasó a presentar un programa educativo de televisión, Run the Adventure (2004–2006) en SABC 2. En 2007, presentó The Real Goboza, un programa de chismes en SABC 1, y Siyadlala, un programa deportivo también en SABC. En 2008, Noah coorganizó, junto a Pabi Moloi, The Amazing Date (un programa de juegos de citas) y fue un concursante en Strictly Come Dancing en la cuarta temporada. En 2009, fue el presentador de la tercera edición anual de los Premios de Cine y Televisión de Sudáfrica (SAFTA) y fue copresentador junto a Eugene Khoza en The Axe Sweet Life, un reality show. En 2010, Noah organizó la decimosexta entrega anual de los  Premios de la Música Sudafricana y también organizó Tonight with Trevor Noah en MNet (para la segunda temporada, se mudó al canal Mzansi Magic Channel de DStv ). En 2010, Noah también se convirtió en portavoz y agente de protección al consumidor de Cell C, el tercer proveedor de redes de telefonía móvil más grande de Sudáfrica.
Noah ha actuado en toda Sudáfrica en The Blacks Only Comedy Show, Heavyweight Comedy Jam, Vodacom Campus Comedy Tour, Cape Town International Comedy Festival, Jozi Comedy Festival y Bafunny Bafunny (2010). Sus especiales de comedia en Sudáfrica incluyen The Daywalker (2009), Crazy Normal (2011), That's Racist (2012) y It's My Culture (2013).
En 2011, se mudó a los Estados Unidos. El 6 de enero de 2012, Noah se convirtió en el primer comediante sudafricano en aparecer en The Tonight Show ; y, el 17 de mayo de 2013, se convirtió en el primero en aparecer en Late Show with David Letterman. Noah fue el tema del documental de 2012 en You Laugh But It's True. El mismo año, protagonizó el programa de comedia de un solo hombre Trevor Noah: The Racist, que se basó en su especial sudafricano titulado de manera similar, That's Racist. El 12 de septiembre, Noah era el Roastmaster en un Comedy Central Roast del cantante sudafricano afrikáans Steve Hofmeyr. En 2013, interpretó el especial de comedia Trevor Noah: African American. El 11 de octubre de 2013, fue invitado en el programa de comedia QI de BBC Two. El 29 de noviembre de 2013, fue panelista en el programa de juegos de Channel 4 8 Out of 10 Cats y apareció en el equipo de Sean Lock en 8 Out of 10 Cats Does Countdown el 12 de septiembre de 2014.
En noviembre de 2018, Noah lanzó otro especial de stand up en Netflix con el título Trevor Noah: Son of Patricia, el comediante incluso tuvo su propio Taco Truck para promocionar el nuevo especial.

### The Daily Show
En diciembre de 2014, Noah se convirtió en colaborador recurrente en The Daily Show. El 30 de marzo de 2015, Comedy Central anunció que Noah sucedería a Jon Stewart como presentador de The Daily Show; su período al frente del programa comenzó el 28 de septiembre de 2015.
A las pocas horas de ser anunciado como el sucesor de Stewart, llamó la atención de Internet los chistes que Noah había publicado en su cuenta de Twitter, algunos de los cuales fueron criticados por ser ofensivos para las mujeres, y otros como antisemitas. o burlarse del Holocausto. Noah respondió tuiteando: "Reducir mis puntos de vista a un puñado de chistes que no os han gustado no es un verdadero reflejo de mi carácter, ni de mi evolución como comediante". Comedy Central estaba detrás de Noah, diciendo en un comunicado: "Al igual que muchos comediantes, Trevor Noah supera los límites; es provocativo y no perdona a nadie, incluido a él mismo... Juzgarlo a él o su comedia basado en un puñado de chistes es injusto. Trevor es un talentoso comediante con un futuro brillante en Comedy Central ". Mary Kluk, presidenta de la Junta de Diputados Judíos de Sudáfrica (SAJBD), dijo que los chistes no eran signos de prejuicio antijudío y que eran parte del estilo de comedia de Noah.
Después de que Noah reemplazara a Stewart, la audiencia cayó un 37% y sus índices de audiencia de Nielsen cayeron por debajo de los de varios otros programas presentados por exmiembros de The Daily Show; sin embargo, según el presidente de Comedy Central, The Daily Show bajo la dirección de Noah fue el programa número uno para los millennials. James Poniewozik de The New York Times lo elogió a él y a los guionistas del programa, diciendo: "El debut del Sr. Noah fue en gran medida un éxito, también se debió al sistema operativo (el guion del programa) que funcionaba bajo la superficie". Robert Lloyd, del diario Los Angeles Times, lo describió como "encantador y sereno, casi inevitablemente discreto comparado con el habitualmente excéntrico y asombrado Stewart". Otros críticos le dieron reseñas menos favorables, con Salon escribiendo: "Jon Stewart creó un tesoro nacional. Noah ha desafilado su cuchillo, debilitado la sátira y dejado que los poderosos anden libres". La plataforma de Noah en el programa ha dado lugar a tres especiales de stand up en Comedy Central y Netflix. En 2017, la audiencia nocturna era menos de la mitad de lo que había sido durante el final del mandato de Stewart; sin embargo, la audiencia entre los millennials se mantuvo sólida y Comedy Central extendió el contrato de Noah como presentador de The Daily Show hasta 2022. También produciría y presentaría especiales anuales de fin de año para Comedy Central.
Después de que Francia ganó la Copa Mundial de Fútbol de 2018, Noah comentó: "Lo entiendo, tienen que decir que es el equipo francés. Pero miren a esos muchachos. No se consigue ese bronceado pasando el rato en el sur de Francia, amigos míos. Básicamente, si no lo entienden, Francia es el equipo de reserva de los africanos". El embajador francés en los Estados Unidos, Gérard Araud, emitió una carta condenando la broma de Noah, escribiendo: "A diferencia de los Estados Unidos de América, Francia no se refiere a sus ciudadanos en función de su raza, religión u origen. Para nosotros, no hay una identidad con guiones, las raíces son una realidad individual. Al llamarlos un equipo africano, parece que estás negando su condición de franceses". Noah respondió a la controversia diciendo que no tenía la intención de negar que el equipo fuera francés, y en cambio celebrar su herencia africana.
En abril de 2017, Noah comenzó a desarrollar un programa de entrevistas para Jordan Klepper: The Opposition with Jordan Klepper, que se estrenó en septiembre, y duró una temporada. Noah también fue productor ejecutivo de Klepper, una docuserie semanal en horario estelar, que comenzó en mayo de 2019. En marzo de 2018, Noah firmó un contrato plurianual con Viacom que les otorgaba derechos de primera opción para cualquier proyecto futuro suyo. Además del acuerdo, Noah también lanzaría una compañía de producción y distribución internacional llamada Day Zero Productions.
En marzo de 2022, Noah criticó el mayor énfasis en los acontecimientos en Ucrania que en los de otras regiones como África y Oriente Medio, alegando sesgo racial y un "doble rasero" racial cuando se trata de informar sobre las noticias. Señaló la disposición de los países de Europa del Este, como Polonia, a aceptar a los refugiados ucranianos y señaló lo "interesante" que era que los países de Europa Central y Oriental hayan estado "tan dispuestos y capaces de aceptar a un millón de personas que llegan a sus países en tan solo unos días, cuando recientemente no parecían tener espacio para un grupo diferente de refugiados". En septiembre de 2022, se burló de los referendos de anexión celebrados en las partes de Ucrania ocupadas por Rusia.
En octubre de 2022, después de que Rishi Sunak se convirtiera en primer ministro del Reino Unido, Noah afirmó que hubo una reacción racista en el Reino Unido contra alguien de ascendencia india que asumiera ese cargo. El político conservador británico Sajid Javid describió las declaraciones de Noah como "una narrativa dirigida a su audiencia, a costa de estar completamente desconectada de la realidad". El autor inglés Tom Holland afirmó: "Como siempre, la incapacidad de los liberales estadounidenses para comprender el mundo más allá de los EE. UU. en algo que no sean términos estadounidenses es algo asombroso". El portavoz de Sunak insistió, en respuesta a las afirmaciones de Noah, en que el Reino Unido no es un país racista; Noah afirmó que nunca hizo una declaración sobre el país en su conjunto, solo sobre "algunas personas".
El 29 de septiembre de 2022, durante el programa de esa noche, Noah anunció que dejaría The Daily Show en una fecha futura indeterminada después de presentar el programa durante siete años. Afirmó que después de volver a dedicarse al stand up, sintió un anhelo de volver a visitar países para hacer espectáculos, aprender nuevos idiomas y "estar en todas partes, haciendo de todo". Al mes siguiente se confirmó que el último episodio de Noah sería el 8 de diciembre de 2022.

### Libros
En enero de 2016, se anunció que Noah firmó un acuerdo de libros con Spiegel & Grau. Su libro, Born a Crime, se publicó el 15 de noviembre de 2016 y fue recibido favorablemente por los principales críticos de libros de EE. UU. Junto al autor, su madre tiene un papel central en el libro, mientras que se menciona a su padre europeo, pero solo ocasionalmente. Se convirtió en el superventas número 1 del New York Times y fue nombrado uno de los mejores libros del año por The New York Times, Newsday, Esquire, NPR y Booklist. Además, ganó el Premio Thurber. Se anunció que una adaptación cinematográfica basada en el libro protagonizará a Lupita Nyong'o como la madre de Trevor, Patricia. También será coproductora de la película junto a Noah.
En febrero de 2018, se anunció que Noah escribiría un segundo libro. En 2018, el personal de redacción de Noah y The Daily Show lanzaría The Donald J. Trump Presidential Twitter Library, un libro que comprende cientos de tuits de Trump y presenta un prólogo del historiador ganador del Premio Pulitzer Jon Meacham.

### Otro trabajo
En 2017, hizo una aparición en Nashville. En 2018, también hizo apariciones en Black Panther y American Vandal.

## Influencias
Noah ha dicho sobre sus influencias cómicas: "Los reyes son indiscutibles. Richard Pryor, [Bill] Cosby ; Para mí personalmente, no lo conocía antes de comenzar la comedia, pero Eddie Murphy cambió mi opinión sobre el tema y definitivamente lo admiro como una influencia cómica. Chris Rock en términos del comediante negro moderno y Dave Chappelle. Esos son los tipos que han sentado las bases y han movido el criterio para todos los comediantes, no solo los comediantes negros ". También citó a Jon Stewart como una influencia y un mentor, luego de su nombramiento para suceder a Stewart como presentador de The Daily Show. En una entrevista con The New York Times, Noah comparó a Stewart con "un Yoda judío" y relató el consejo que Stewart le dio, diciendo: "Lo más sorprendente que hizo Jon fue que no me dio un mandato. Él no dijo: 'Necesitas hacer mi show'. Él dijo específicamente: 'Haz tu show. Haz tu mejor versión de ella. Aplico esas enseñanzas de Jon a todo lo que estoy haciendo ".
Entre los comediantes que dicen que fueron influenciados por Noah están Michelle Wolf y Jordan Klepper. La ascendencia mixta de Noah, sus experiencias al crecer en Soweto y sus observaciones sobre la raza y el origen étnico son temas principales en su comedia.

## Vida personal
Noah es un políglota ; Habla inglés, xhosa, zulú, sesoto, setsuana, tsonga, afrikáans y alemán.
En 1992, la madre de Noah, Patricia Nombuyiselo, se casó con Ngisaveni Abel Shingange, y tuvieron dos hijos juntos, Andrew e Isaac. Trevor y su madre fueron abusados físicamente por Shingange, y la pareja se divorció legalmente en 1996. En 2009, después de casarse con Sfiso Khoza, Shingange le disparó en la pierna y en la nuca; ella sobrevivió cuando la bala atravesó la base de su cabeza, evitando la médula espinal, el cerebro y todos los nervios y vasos sanguíneos principales, y luego salió con un daño menor en la nariz. Cuando Noah se enfrentó a él por teléfono sobre el tiroteo, Shingange amenazó su vida, lo que provocó que Noah se fuera de Johannesburgo a Los Ángeles. En 2011, Shingange fue declarado culpable de intento de asesinato y sentenciado al año siguiente a tres años de supervisión correccional. Noah declaró que esperaba que la atención en torno al incidente creara conciencia sobre el tema más amplio de la violencia doméstica en Sudáfrica : "Durante años, mi madre se acercó a la policía para pedir ayuda con el abuso doméstico, y nunca se hizo nada. Esta es la norma en Sudáfrica. Los expedientes desaparecieron y los casos nunca fueron a los tribunales ".
Noah se ha descrito a sí mismo como progresista y con una perspectiva global. Sin embargo, ha aclarado que se considera una "persona progresista", pero no una "progresista política" y prefiere no ser categorizado como de derecha o izquierda en el contexto del partidismo estadounidense.
En abril de 2018, estableció la Fundación Trevor Noah como una organización sin fines de lucro con sede en Johannesburgo que equipa a los huérfanos y a los jóvenes vulnerables con la educación, las habilidades para la vida y el capital social necesarios para aprovechar más oportunidades. Noah vive en la ciudad de Nueva York. 
Noah estuvo en una relación con la fisioterapeuta sudafricana Dani Gabriel y la modelo y cantante estadounidense Jordyn Taylor.

## Filmografía

### Película
| Año  | Título                  | Papel                | Notas      |
| ---- | ----------------------- | -------------------- | ---------- |
| 2011 | You Laugh But It's True | Él mismo             | Documental |
| 2011 | Taka Takata             | Pilo                 |            |
| 2012 | Mad Buddies             | Corredor de apuestas |            |
| 2018 | Black Panther           | Griot (voz)          |            |

### Televisión
| Año             | Título                                        | Papel                   | Notas                                                         |
| --------------- | --------------------------------------------- | ----------------------- | ------------------------------------------------------------- |
| 2002            | Isidingo                                      | Adolescente en fiesta   | 1 episodio                                                    |
| 2008            | The Amazing Date                              | Él mismo (anfitrión)    | 13 episodios                                                  |
| 2009            | Trevor Noah: El Daywalker                     | Él mismo                | Especial de comedia                                           |
| 2010-2011       | Tonight with Trevor Noah                      | Él mismo (anfitrión)    | 26 episodios; también creador, escritor y productor ejecutivo |
| 2011            | Trevor Noah: Crazy Normal                     | Él mismo                | Especial de comedia                                           |
| 2012            | Trevor Noah: That's Racist                    | Él mismo                | Especial de comedia                                           |
| 2012            | Comedy Central Roast de Steve Hofmeyr         | Él mismo (anfitrión)    | Especial de televisión                                        |
| 2012            | Gabriel Iglesias Presents Stand Up Revolution | Él mismo                | Episodio: "2.1"                                               |
| 2013            | Trevor Noah: afroamericano                    | Él mismo                | Especial de comedia                                           |
| 2013            | Trevor Noah: es mi cultura                    | Él mismo                | Especial de comedia                                           |
| 2014-2015       | The Daily Show con Jon Stewart                | Él mismo (corresponsal) | 5 episodios                                                   |
| 2015 – presente | The Daily Show with Trevor Noah               | Él mismo (anfitrión)    | También escritor y productor ejecutivo.                       |
| 2015            | Trevor Noah: Lost in Translation              | Él mismo                | Especial de comedia                                           |
| 2017            | Trevor Noah: Miedo a la oscuridad             | Él mismo                | Especial de comedia                                           |
| 2017            | Nashville                                     | Él mismo                | Episodio: "Fuego y lluvia"                                    |
| 2017-2018       | The Opposition with Jordan Klepper            | Él mismo                |                                                               |
| 2018            | American Vandal                               | Él mismo                | Episodio: "The Brownout"                                      |
| 2018            | Trevor Noah: Son of Patricia                  | Él mismo                | Stand-up special                                              |
| 2019            | Klepper                                       |                         | Executive producer                                            |

## Premios
| Año  | Asociación                                      | Categoría                                                                                              | Trabajo nominado                | Resultado | Ref.    |
| ---- | ----------------------------------------------- | --- | ------------------------------- | --------- | ------- |
| 2012 | Premio a la elección de los cómics sudafricanos | Cómico del año                                                                                         | Cómico del año                  | Ganado    | [ 93 ]  |
| 2014 | Premio a la elección de los cómics sudafricanos | Cómico del año                                                                                         | Cómico del año                  | Nominado  | [ 94 ]  |
| 2014 | MTV Africa Music Awards                         | Personalidad del año                                                                                   | Personalidad del año            | Nominado  | [ 95 ]  |
| 2015 | MTV Africa Music Awards                         | Personalidad del año                                                                                   | Personalidad del año            | Ganado    | [ 96 ]  |
| 2016 | NAACP Image Awards                              | Outstanding Talk Series                                                                                | The Daily Show with Trevor Noah | Nominado  | [ 97 ]  |
| 2016 | Critics' Choice Television Award                | | The Daily Show with Trevor Noah | Nominado  | [ 98 ]  |
| 2017 | Zora Neale Hurston Award                        | Zora Neale Hurston Award                                                                               | Born a Crime                    | Nominado  | [ 99 ]  |
| 2017 | NAACP Image Awards                              | | Born a Crime                    | Nominado  | [ 100 ] |
| 2017 | NAACP Image Awards                              | | Born a Crime                    | Nominado  |         |
| 2017 | Writers Guild of America Award                  | Comedy/Variety – Talk Series                                                                           | The Daily Show with Trevor Noah | Ganado    | [ 101 ] |
| 2017 | Nickelodeon Kids' Choice Award                  | Favourite African Star                                                                                 | The Daily Show with Trevor Noah | Ganado    | [ 102 ] |
| 2017 | GLAAD Media Award                               | Outstanding Talk Show Episode                                                                          |                                 | Ganado    | [ 103 ] |
| 2017 | MTV Movie & TV Awards                           | Best Host                                                                                              |                                 | Nominado  | [ 104 ] |
| 2017 | Primetime Emmy Award                            | Outstanding Short Form Variety Series                                                                  |                                 | Ganado    | [ 105 ] |
| 2017 | Thurber House                                   | American Humor                                                                                         |                                 | Ganado    | [ 106 ] |
| 2018 | NAACP Image Awards                              | Outstanding Talk Series                                                                                | The Daily Show with Trevor Noah | Ganado    | [ 107 ] |
| 2018 | NAACP Image Awards                              | Outstanding Talk Series                                                                                | The Daily Show with Trevor Noah | Ganado    | [ 107 ] |
| 2018 | Writers Guild of America Award                  | | The Daily Show with Trevor Noah | Ganado    | [ 108 ] |
| 2018 | GLAAD Media Award                               | Outstanding Talk Show Episode                                                                          |                                 | Ganado    | [ 109 ] |
| 2018 | GLAAD Media Award                               | Outstanding Talk Show Episode                                                                          | [ 109 ]                         | Ganado    |         |
| 2018 | Primetime Emmy Award                            | Outstanding Variety Talk Series                                                                        | The Daily Show with Trevor Noah | Nominado  |         |
| 2018 | Primetime Emmy Award                            | Outstanding Short Form Variety Series                                                                  |                                 | Nominado  |         |
| 2018 | People's Choice Awards                          | The Nighttime Talk Show of 2018                                                                        | The Daily Show with Trevor Noah | Nominado  | [ 110 ] |
| 2019 | Dorian Awards                                   | | The Daily Show with Trevor Noah | Nominado  | [ 111 ] |
| 2019 | Producers Guild of America Award                | | The Daily Show with Trevor Noah | Nominado  | [ 112 ] |
| 2019 | NAACP Image Awards                              | Outstanding Talk Series                                                                                | The Daily Show with Trevor Noah | Nominado  | [ 113 ] |
| 2019 | NAACP Image Awards                              | Presentador destacado en una charla o noticias / información (serie o especial): individual o conjunto | The Daily Show with Trevor Noah | Nominado  | [ 113 ] |
| 2019 | NAACP Image Awards                              | Outstanding Writing in a Comedy Series                                                                 | The Daily Show with Trevor Noah | Ganado    | [ 113 ] |
| 2019 | NAACP Image Awards                              | Outstanding Variety (Series or Special)                                                                |                                 | Nominado  | [ 113 ] |
| 2019 | Critics' Choice Real TV Awards                  | Best Late-Night Talk Show                                                                              |                                 | Nominado  | [ 114 ] |
| 2019 | MTV Movie & TV Awards                           | Best Host                                                                                              |                                 | Nominado  | [ 115 ] |
| 2019 | Primetime Emmy Award                            | Outstanding Variety Talk Series                                                                        | The Daily Show with Trevor Noah | Nominado  |         |

### Audiolibros
- 2016: Born a Crime: Stories from a South African Childhood (leída por el autor), Audible Studios en Brilliance Audio,
- 2021: Prohibido Nacer: Memorias de racismo, rabia y risa (leída por Chumel Torres), Audible Studios en Brilliance Audio